# Luis Llontop
Luis Llontop (Lima, 2 de octubre de 1985) es un futbolista y cantante peruano. Juega de guardameta en el FC Schaerbeek de la Provincial League de la sexta categoría de Bélgica

## Trayectoria

### Universitario de Deportes
Comenzó su carrera como futbolista a los trece años en las divisiones menores de Universitario, jugando en los equipos filiales como Unión de Campeones y América Cochahuayco. En el año 2008 fue ascendido al primer equipo, con el cual debutó el 4 de febrero de 2009 en un encuentro amistoso ante el Juan Aurich de Chiclayo. Su debut oficial en primera división se dio el 14 de marzo de 2009 ante el Inti Gas Deportes, con derrota para el equipo crema por 1-0.
En la Copa Libertadores 2010 a los merengues le tocó jugar con Blooming, Lanús y Libertad. En los seis primeros partidos fue suplente de Raúl Fernández, hasta que en el último partido de la fase de grupos con Lanús, ocurrió un conflicto y dos de sus compañeros fueron expulsados: Fernández, y Galliquio. Finalmente Llontop disputó los encuentros de ida y vuelta contra São Paulo en los octavos de final, y finalmente luego de quedar 0-0 en Lima y São Paulo, en Morumbi se fueron a los penales y luego de haberle tapado uno a Rogério Ceni, los cremas perdieron 3-1.
En la temporada 2011 en la Copa Sudamericana por los octavos de final ante Godoy Cruz le atajó un penal a Israel Damonte, con lo cual contribuyó a la clasificación del cuadro crema a los cuartos de final, donde serían eliminados por Vasco da Gama. 
El 6 de mayo del 2012 en un encuentro ante la Universidad César Vallejo sufrió una fractura en su mano izquierda que lo mantuvo alejado de las canchas por cinco meses.
El 5 de octubre reapareció ante José Gálvez en la victoria de su equipo por 3-0. Tras el partido ante Atlético Paranaense por la Copa Libertadores 2014, Llontop fue sorteado para la pruebas de antidopaje. En mayo de ese año, las pruebas arrojaron que dio positivo. El control halló en la sangre del guardameta restos de estanozolol, sustancia prohibida por la FIFA utilizada para aumentar la masa muscular, por ello cumplió una sanción de dos años. En abril de 2015, lanzó su videoclip Pienso en ti comenzando su carrera como cantante de bachata. 
En agosto de 2016 fue fichado por Melgar de Arequipa.
En 2018 retornó al fútbol profesional al fichar por Sport Loreto de la Segunda División del Perú.
A mitad del 2018 fichó por el  Sport Rosario descendiendo a Segunda.

Para el 2019 ficha por el recién ascendido Pirata FC.

## Clubes
| Club                      | País    | Año         |
| ------------------------- | ------- | ----------- |
| Unión de Campeones        | Perú    | 2004- 2005  |
| América Cochahuayco       | Perú    | 2006 - 2007 |
| Universitario de Deportes | Perú    | 2008 - 2014 |
| FBC Melgar                | Perú    | 2016        |
| Sport Loreto              | Perú    | 2018        |
| Sport Rosario             | Perú    | 2018        |
| Pirata FC                 | Perú    | 2019        |
| FC Schaerbeek             | Bélgica | 2020 - 2021 |
| RE Durbuy                 | Bélgica | 2021 - 2022 |
| FC Schaerbeek             | Bélgica | 2022 -      |

## Palmarés

### Campeonatos nacionales
| Título                    | Club                      | País | Año  |
| ------------------------- | ------------------------- | ---- | ---- |
| Torneo Apertura           | Universitario de Deportes | Perú | 2008 |
| Primera División del Perú | Universitario de Deportes | Perú | 2009 |
| Primera División del Perú | Universitario de Deportes | Perú | 2013 |

### Copas internacionales
| Título     | Club                      | País | Año  |
| ---------- | ------------------------- | ---- | ---- |
| Copa Crema | Universitario de Deportes | Perú | 2011 |